# محمد مارتن منساه
محمد مارتن منساه (بالإنجليزية: Mohammed Martin Mensah)‏ (3 يوليو 1981 بغانا - ) هو لاعب كرة قدم غاني في مركز الوسط. شارك مع منتخب غانا لكرة القدم. أما مع النوادي، فقد لعب مع نادي ذوب آهن أصفهان وليبرتي بروفشنالز ‏.